# Klassiek motorstel

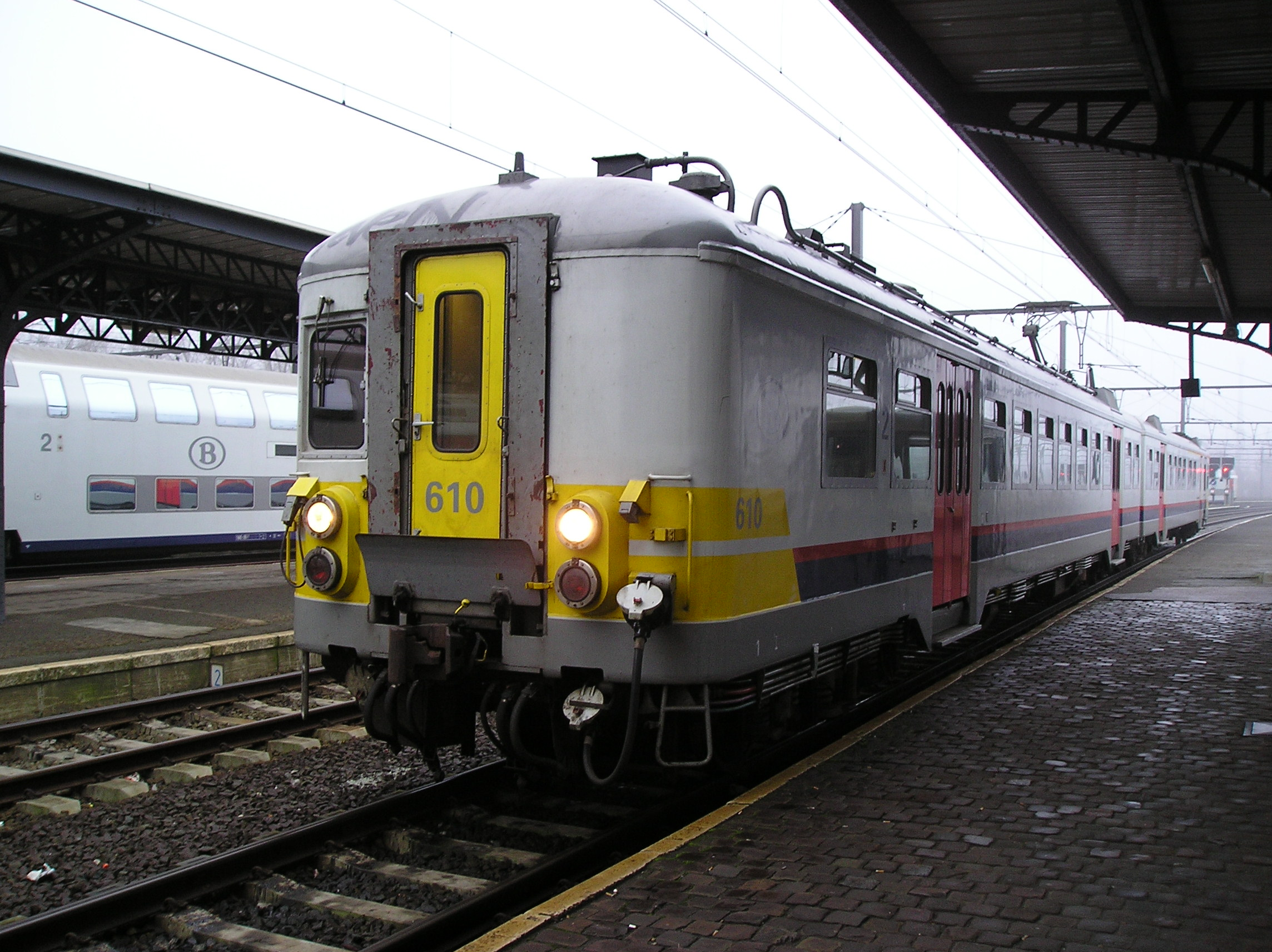
Gemoderniseerde MS66 in het station van Dendermonde

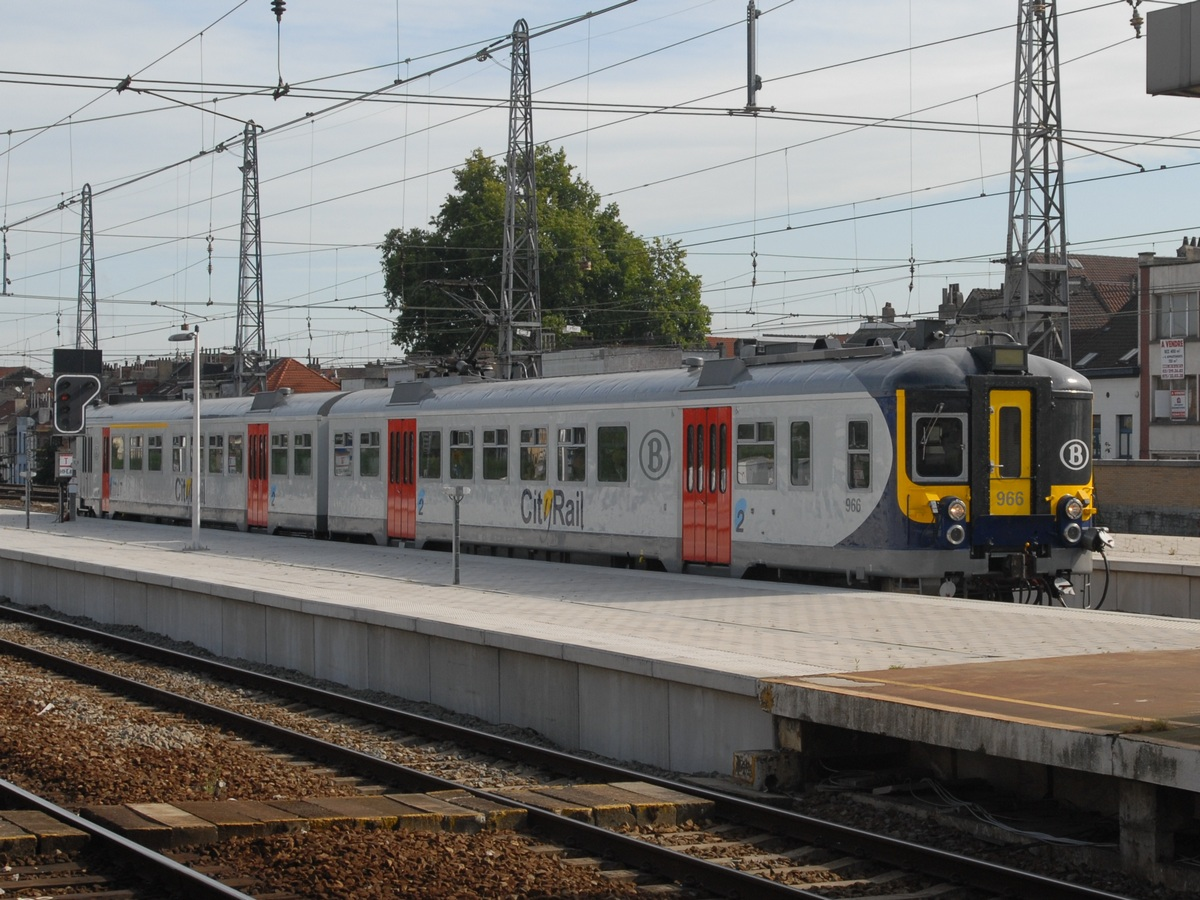
MSCR te Brussel-Noord

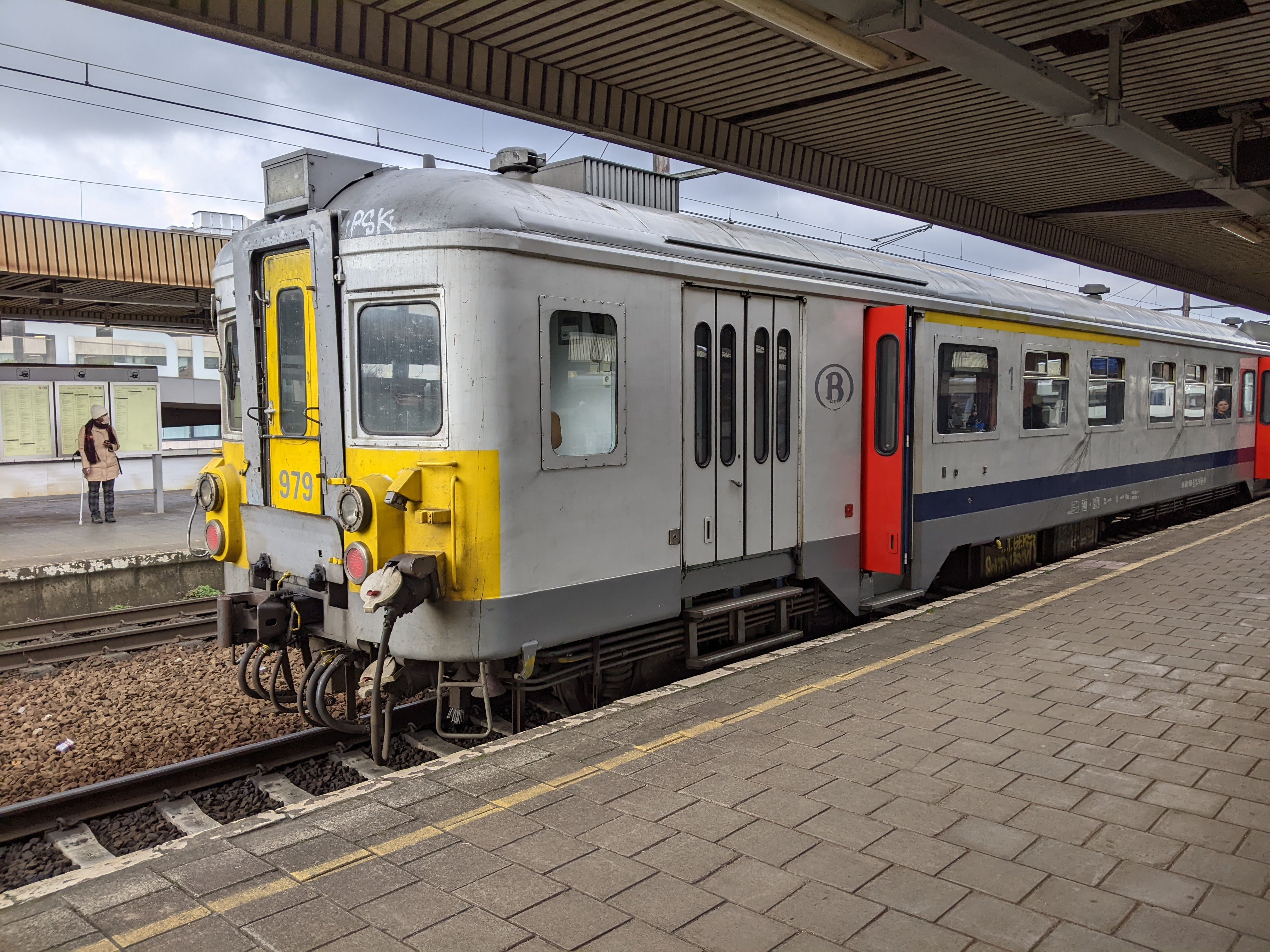
MSCR te Antwerpen-Berchem

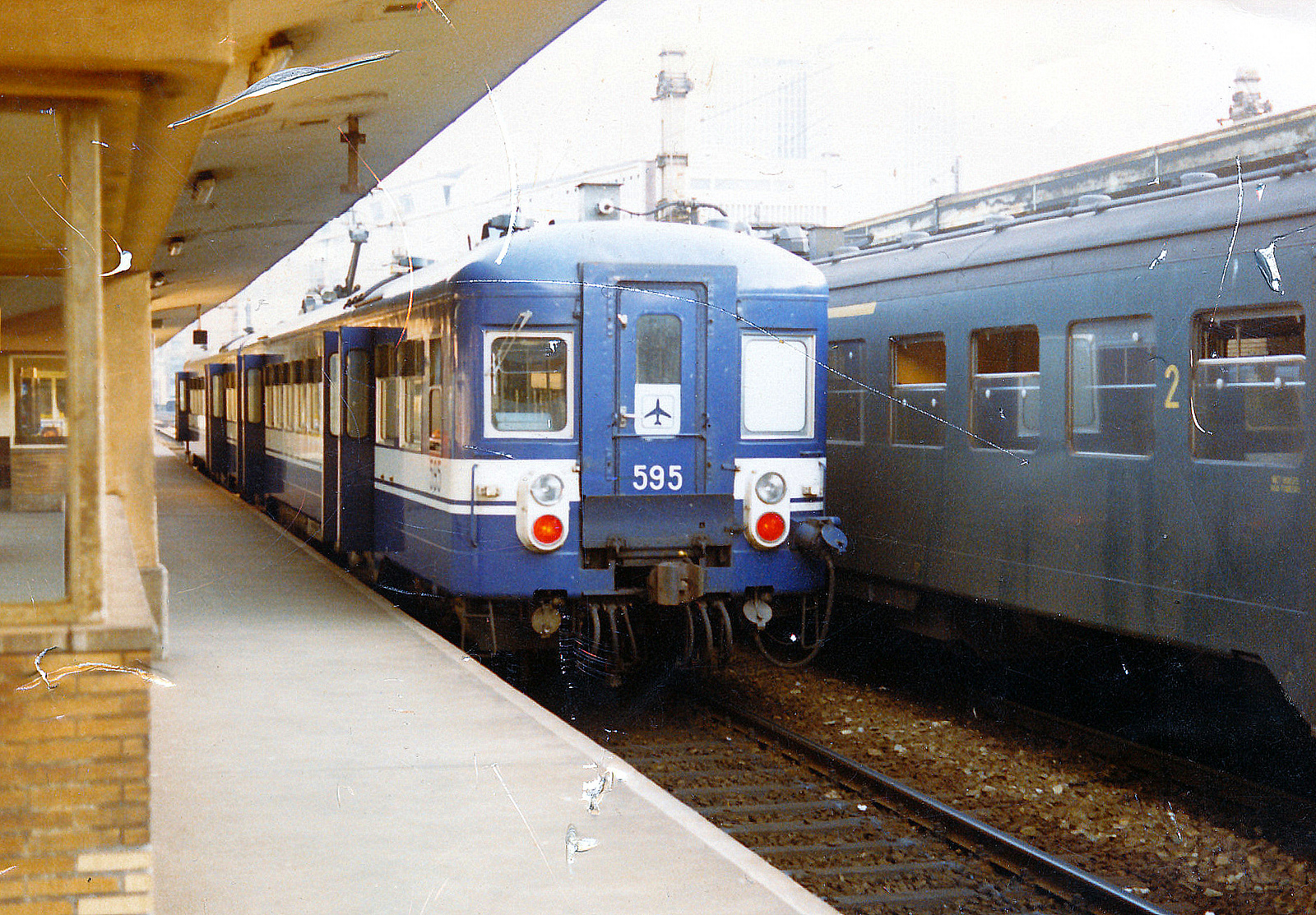
Klassiek motorstel in de kleuren van Sabena

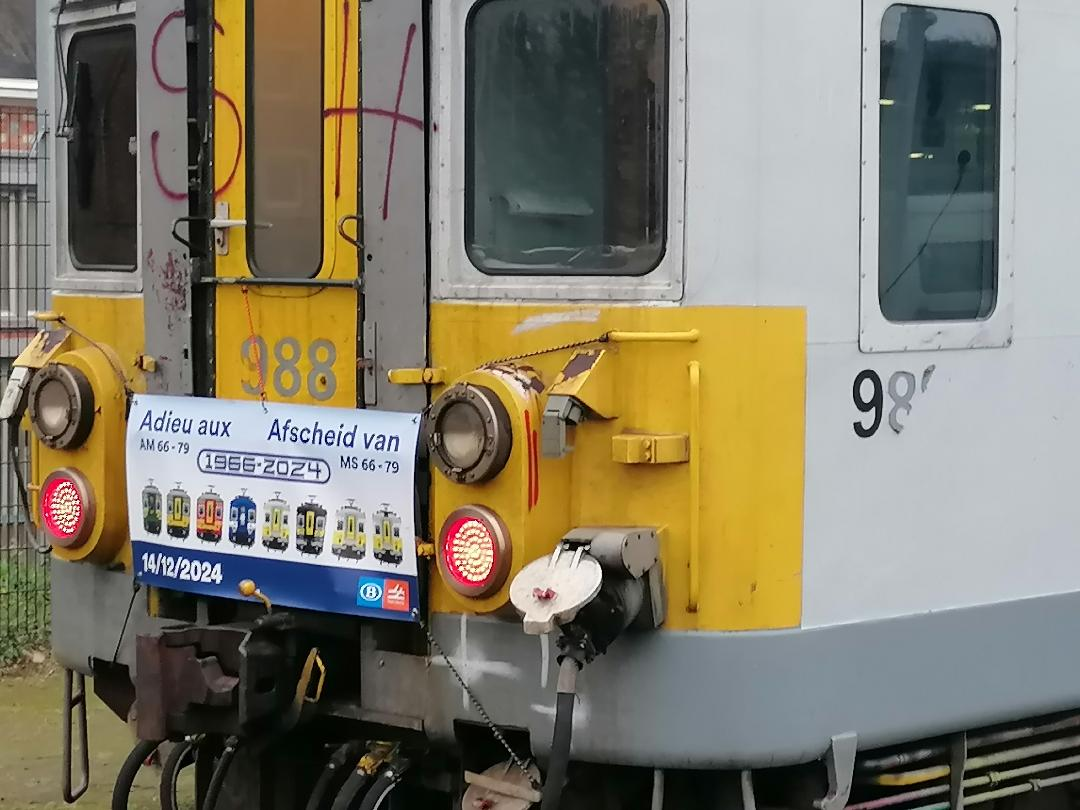
Afscheidsrit klassieke motorstellen in station Schaarbeek.

Klassiek motorstel is de naam van een aantal series elektrische treinstellen van de NMBS die in normale dienst reden tussen 1939 en 2024. In de periode 1939-1979 zijn er bijna 500 van deze treinstellen gebouwd. In december 2024 nam de NMBS afscheid van dit type in de geplande reizigersdienst.

## Geschiedenis
De eerste stellen werden oorspronkelijk afgeleverd in twee tinten groen. 
Vanaf stel 035 was de donkergroene kleur jarenlang de standaard, eerst met smalle zichtbaarheidsbanden en later met brede zichtbaarheidsbanden. Ook de stellen 001 tot 034 kregen de donkergroene schildering. Hierdoor kreeg dit type materieel de bijnaam groentjes. Ook de term tweetjes was gemeenzaam voor deze stellen. 
Vanaf 1984 werden de stellen met nummer 152 en hoger bordeauxrood geschilderd. De treinstellen uit de MS56-serie (MS: motorstel, vaak ook AM naar het Franse automotrice) zijn opgebouwd uit roestvrij staal en zijn nooit volledig beschilderd. De meeste tweetjes werden gebouwd door La Brugeoise et Nivelles, Brugge (nu Bombardier) en hebben een elektrische installatie van ACEC, Charleroi (nu Alstom). 
Zes stellen zijn in 1970 gebouwd voor Sabena om te gebruiken op de toen pas geëlektrificeerde lijn Brussel – Luchthaven Brussels Airport. 
15 stellen uit de serie MS54 zijn in 1988 omgebouwd tot posttreinstellen voor De Post.
In december 2024 gingen de klassieke motorstellen uit dienst. Op 14 december 2024 werd de officiële afscheidsrit van de klassieke motorstellen georganiseerd door Train World, dat nadien motorstel 660 zal bewaren in haar collectie.

## Technische gegevens
De treinstellen hebben een asindeling (A1)(1A) + (A1)(1A) en worden aangedreven door vier elektromotoren (in elk draaistel een). Vanaf MS66 heeft het materieel een maximale snelheid van 140 km/h (daarvoor 130 km/h) en werd de tweebeenpantograaf vervangen door eenbeenpantograaf. 
Bij de reeksen MS70JH en eerder worden de tractiemotoren aangestuurd met rijweerstanden en een Jeumont-Heidmann-schakelwals (vandaar: JH). Vanaf serie MS70TH (nummer 665 en hoger) worden de tractiemotoren aangestuurd met thyristor-choppers van ACEC Charleroi. De reeksen met choppers zijn in Duitsland niet toegelaten. Voor de L-09 / 5000-dienst voert de Duitse bovenleiding tot Aachen Hbf 3000 V gelijkspanning (zoals in België), waar in de rest van Duitsland 15 kV wisselspanning gebruikt wordt.
De klassieke motorstellen zijn in treinschakeling koppelbaar met de MS75 ('Varkensneus'), die ook uitgerust is met een semiautomatische koppeling henricot. Hoewel de MS75 technisch tot de klassieke motorstellen behoort, wordt die daar in het spraakgebruik niet toe gerekend.
De treinstellen zijn gebouwd voor gebruik op 3000 volt gelijkspanning. Omdat op het Nederlandse net maar 1500 volt gebruikt wordt, kunnen deze stellen ook in Nederland rijden, zij het op halve kracht. Hierdoor kunnen de treinen ingezet worden voor de L-trein-diensten naar Nederland, al werd deze mogelijkheid in 2012 enkel nog benut op de lijn Luik-Guillemins - Maastricht. Eind 2012 werden de treinstellen op dit traject vervangen door de MS80. Op Lijn 12 Antwerpen - Roosendaal rijden de huidige stellen enkel in geval van uitval van een stel uit de reeks MS75 en dan wordt de trein beperkt tot Essen wegens problemen met het vrijeruimteprofiel bij de Roosendaalse perrons. De MS 001 tot 049, die veel hoger waren, konden wel zonder problemen Roosendaal aandoen.

## Comfort
Het materieel heeft in tweede klasse de traditionele 2+3-opstelling van de banken. Bij maximale bezetting van alle zitplaatsen zit men daardoor vrij krap, terwijl er bij een lagere bezetting een 1+2-opstelling ontstaat die juist veel ruimer is. In eerste klasse is de opstelling 2+2.
Vanwege de leeftijd beschikt dit materieel niet over modern comfort zoals airconditioning of een gesloten toiletsysteem. Wel hebben deze treinstellen een uitgebreide verwarmingsinstallatie, die zich als een groot blok onder de zitplaatsen bevindt, waardoor ze op koude winterdagen toch nog comfortabel warm zijn, in tegenstelling tot andere treinstellen.

## Modernisering
Sinds 1999 werden de reeksen MS66 tot 74 gemoderniseerd en in de NMBS New Look-huisstijl (wit-grijs) geschilderd. Hierbij werd ook het interieur van de grond af aan opnieuw opgebouwd.
Een aantal klassieke stellen werden ook gemoderniseerd en aangepast tot CityRail-stellen die later ook op het GEN dienstdeden. Deze stellen zijn gelijkaardig aan de andere gemoderniseerden, met uitzondering van elektronische aankondigers, compartimenten met staanplaatsen, een aangepaste kleur en enkele technische details (zoals sluitseinen met leds en een statische omvormer). Vanaf 2019 werden deze stellen ontdaan van hun CityRailkleuren en terug omgevormd naar de NMBS New Look-kleuren.

## Doorloopmogelijkheid
Elk klassiek motorstel heeft aan de kopeinden een intercirculatiedeur, waardoor het mogelijk is van het ene treinstel naar het andere te lopen (zoals bij de MS96). De treinbestuurder zit rechts in een klein hokje naast de doorloopkop. Nadat twee stellen gekoppeld zijn, wordt de doorgang gecreëerd door de kopdeuren te ontgrendelen, de voetplaten uit te klappen en de vouwbalgen tegen elkaar te plaatsen. Wanneer een stel niet gekoppeld is, zijn de deuren aan de uiteinden vergrendeld. Ook als een motorstel gekoppeld met MS75 (zonder doorloopmogelijkheid) rijdt, blijft de doorloopkop ingeklapt en op slot.
Alle motorstellen hebben aan één uiteinde een bagageafdeling achter de doorloopkop. Theoretisch zouden alle motorstellen in dezelfde richting georiënteerd staan (met de bagageafdeling aan de zuidkant op de Brusselse Noord-Zuidverbinding). Hierdoor zou een tweedeklasseafdeling altijd aan een bagageafdeling gekoppeld zijn. Omdat de bagageafdeling niet vrij toegankelijk is voor reizigers, zouden zij in theorie nooit gebruik kunnen maken van de doorloopmogelijkheid. In de praktijk komt het echter dikwijls voor dat stellen na het afleggen een bepaalde route omgekeerd uitkomen. Enkel als twee gekoppelde stellen met de tweedeklasseafdelingen naar elkaar toe staan, kunnen reizigers van het ene stel naar het andere lopen.

## Inzet
In hun beginjaren reden de klassieke motorstellen alle elektrische IC-verbindingen (toen nog Direct genoemd) waar geen getrokken treinen op reden. Met de komst van MS80 (Break) en later de MS96 (Deense neus) werden de 'tweetjes' meer en meer verdreven van de IC- en IR-verbindingen en aldus steeds vaker ingezet als L-trein en P-trein. Met de komst van de MS08 (Desiro ML) worden ze ook steeds minder ingezet op de L-verbindingen. Men kan men ze vooral vinden op L-verbindingen in Wallonië (L -04, -15, -19 & -31) en de S-netten van Luik en Charleroi (S41, S61, S62)
De MS62's, MS63's, MS65's en MS70 Airports, die niet gemoderniseerd waren, zijn in 2012-2013 uit dienst gegaan. Sinds 2014-2015 worden ook gemoderniseerde motorstellen buiten dienst gesteld.
De 624 ging begin december 2023 uit dienst. Dit was tevens het laatste stel van de serie met bouwjaar 1966 dat in dienst was. De resterende MS70JH-, de MS73- en de CityRail-stellen zullen wellicht in de loop van 2024 uit dienst gaan. De 624 en de 660 worden bewaard. Op 6 februari 2024 ging stel 731 uit dienst als laatste uit de reeks MS73.
Begin januari 2024 werden de 624 en 660 weer in dienst gesteld wegens materieeltekort. Ook de 642 en de 663 werden opnieuw ingezet. Op 6 maart 2024 ging motorstel 624 opnieuw uit dienst.
Een deel van de klassieke motorstellen — voornamelijk stellen uit de series 54, 55 en 56 — zijn aan Italiaanse particuliere spoorwegmaatschappijen verkocht. Anno 2024 worden de treinstellen daar niet meer in actieve dienst aangetroffen.

## Series
Het getal in het serienummer staat voor het bouwjaar. Tot 1 januari 1971 werd de typenummering gebruikt waarbij de motorstellen in het type 228 waren ingedeeld. Vanaf 1 januari 1971 wordt het reeksnummer gebruikt. Hierbij vervalt de typeaanduiding en blijft het volgnummer van drie cijfers behouden. De motorstellen '39 en '46 hebben ook nog stelnummers gehad, aansluitend op de stelnummers van de stellen '35: 13 tot 20 (MS39) en 21 (MS46).
| Serie               | Foto | Nummers                         | Aantal   | Max. snelheid                         | Vermogen                              | Lengte                                | Massa                                 | Zitplaatsen                           | Uit dienst | Opmerkingen |
| ------------------- | ---- | ------------------------------- | -------- | ------------------------------------- | ------------------------------------- | ------------------------------------- | ------------------------------------- | ------------------------------------- | ---------- | --- |
| MS39                |      | 001-008                         | 8        | 130 km/h                              | 840 kW                                | 43.040 m                              | 101 ton                               | 143 30 1e klas 113 2e klas            | 1978       | Hoogperronmotorstellen |
| MS46                |      | 009                             | 1        | 140 km/h                              | 830 kW                                | 43,3xx m                              | 110 ton                               | 164 24 1e klas 140 2e klas            | 1978       | Prototype en pseudo-hogesnelheidsmotorstel dat met 140 km/h kon rijden. Hoogperronmotorstel |
| MS50                |      | 010-034                         | 25       | 130 km/h                              | 620 kW                                | 44.402 m                              | 117 ton                               | 170 32 1e klas 138 2e klas            | 1995       | Vrijwel identiek aan MS53. Hoogperronmotorstellen |
| MS51                |      | 501 Later 050                   | 1        | 130 km/h                              | 620 kW                                | 45,78x m                              | 98,5 ton                              | 161 42 1e klas 119 2e klas            | 1978       | Later vernummerd naar 050, nummer vrijgekomen wegens hernummering originele 050 in 062. Hoogperronmotorstel |
| MS53                |      | 035-049                         | 15       | 130 km/h                              | 620 kW                                | 44,402 m                              | 116 ton                               | 170 32 1e klas 138 2e klas            | 1995       | Vrijwel identiek aan MS50. Hoogperronmotorstellen |
| MS54                |      | 050-128                         | 79       | 130 km/h                              | 620 kW                                | 45.280 m                              | 106 ton                               | 185 31 1e klas 154 2e klas            | 1995       | 050 is hernummerd naar 062 na brand van de oorspronkelijke 062 in februari 1971. 15 stellen zijn omgebouwd tot posttrein in 1988. Treinstel 106 reed rond 2004 als meettrein voor TBL.                                                                                          |
| MS55                |      | 502-539                         | 38       | 130 km/h                              | 620 kW                                | 45,680 m                              | 105 ton                               | 181 45 1e klas 136 2e klas            | 1995       | |
| MS56                |      | 129-150                         | 22       | 130 km/h                              | 620 kW                                | 45,280 m                              | 101,5 ton                             | 185 31 1e klas 154 2e klas            | 2000       | Beplating van RVS, zijn niet geverfd |
| MS62 MS63 MS65      |      | 151-210 211-250 251-270         | 60 40 20 | 130 km/h                              | 735 kW                                | 46,575 m                              | 101 ton                               | 180 28 1e klas 152 2e klas            | 2013       | 151 hernummerd naar 050 eind jaren 90 wegens testen asynchrone motoren |
| MS66 MS70JH MS70TH  |      | 601-640 641-664 665-676         | 40 24 12 | 140 km/h                              | 770 kW                                | 46,615 m                              | 101 ton                               | 180 28 1e klas 152 2e klas            | 2024       | Vanaf 665 zijn alle stellen uitgerust met thyristor-choppers. In 2006-2008 zijn alle MS70TH-stellen, behalve de 672, gemoderniseerd tot MSCR. |
| MS70 Airport        |      | 801-806 Later 595-600           | 6        | 140 km/h                              | 770 kW                                | 46,615 m                              | 121 ton                               | 118 32 1e klas 86 2e klas             | 2013       | Gebouwd voor diensten naar Brussels Airport-Zaventem, met een extra ruimte voor bagage. |
| MS73 MS74 MS78 MS79 |      | 677-706 707-730 731-756 757-782 | 30 24 26 | 140 km/h                              | 770 kW                                | 46,615 m                              | 107,5 ton                             | 178 28 1e klas 150 2e klas            | 2024       | In 2006-2008 zijn MS73 (677 t/m 683) en MS74 (alle behalve 709 en 716) gemoderniseerd tot MSCR. Op 6 februari 2024 voerde stel 731 zijn laatste diensten uit als laatste stel van deze serie.                                                                                   |
| MSCR 'CityRail'     |      | 960-999                         | 40       | Gemoderniseerde MS70TH, MS73 en MS74. | Gemoderniseerde MS70TH, MS73 en MS74. | Gemoderniseerde MS70TH, MS73 en MS74. | Gemoderniseerde MS70TH, MS73 en MS74. | Gemoderniseerde MS70TH, MS73 en MS74. | 2024       | Vanaf 2019 werden deze stellen ontdaan van hun CityRailkleuren en omgevormd naar de NMBS New Look-kleuren. Op 13 december 2024 voerde stel 997 de laatste commerciële rit uit van deze reeks. Het was tevens ook de allerlaatste commerciële rit van de klassieke motorstellen. |

## Interieurfoto's

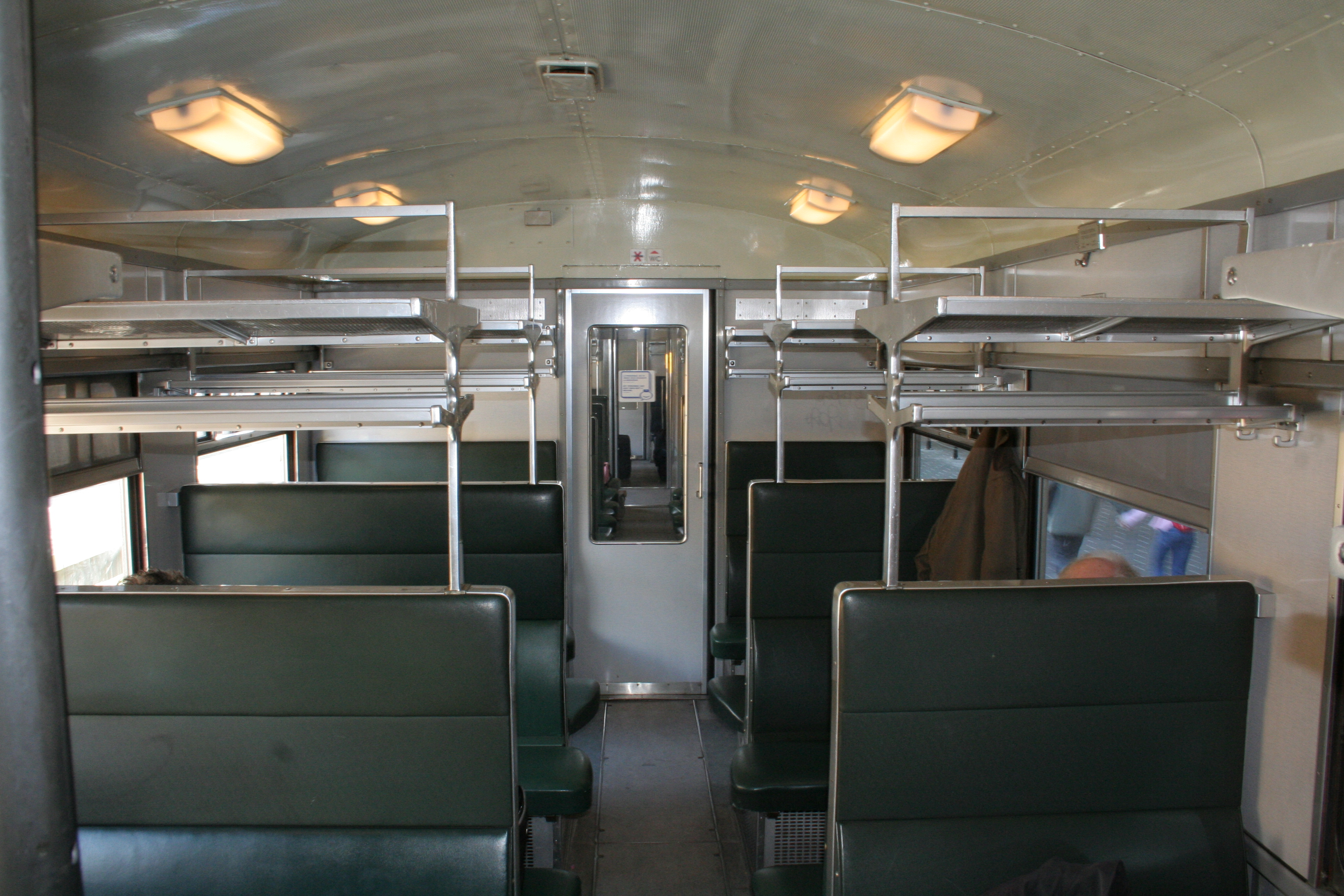
Interieur 2e klasse
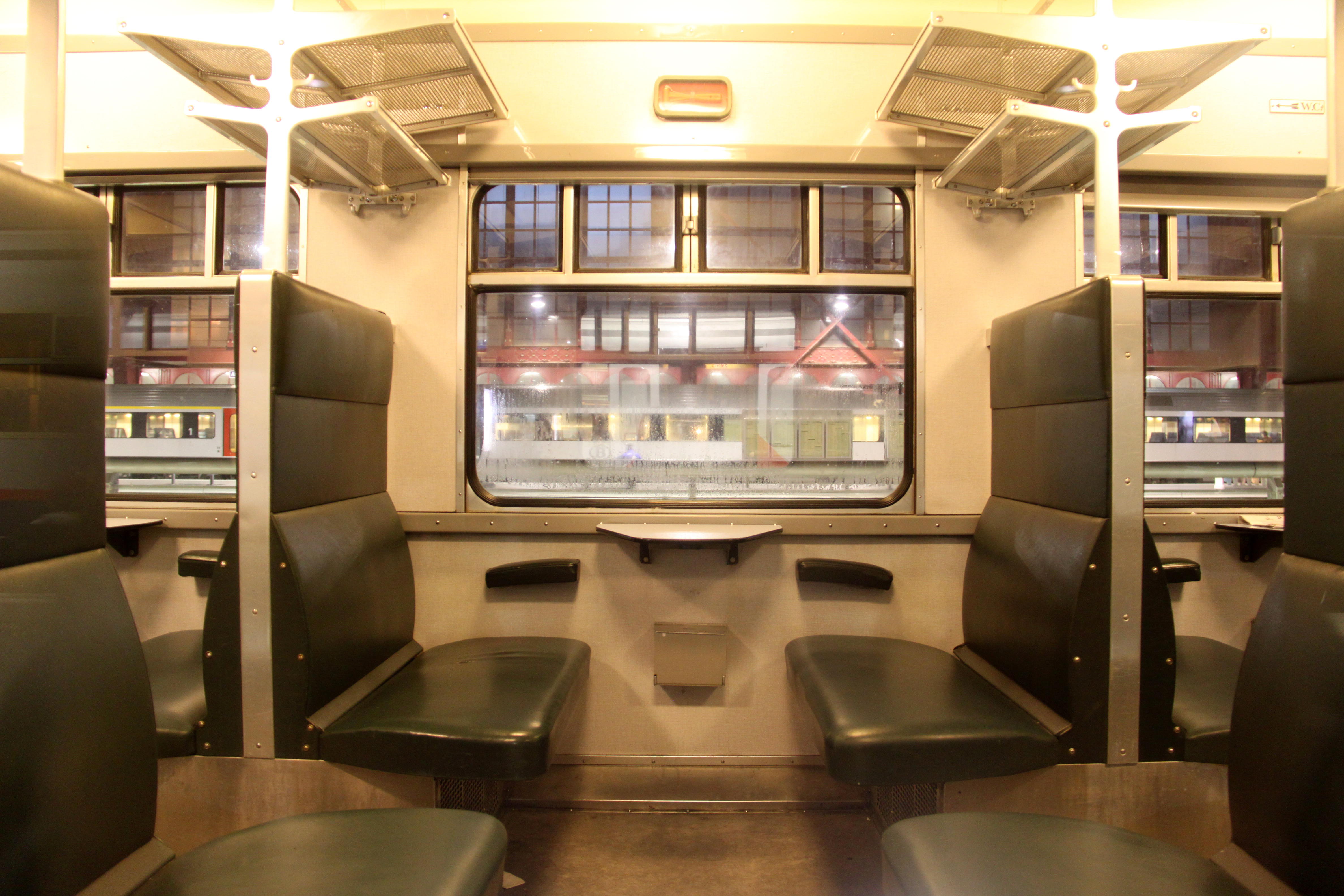
Interieur 2e klasse
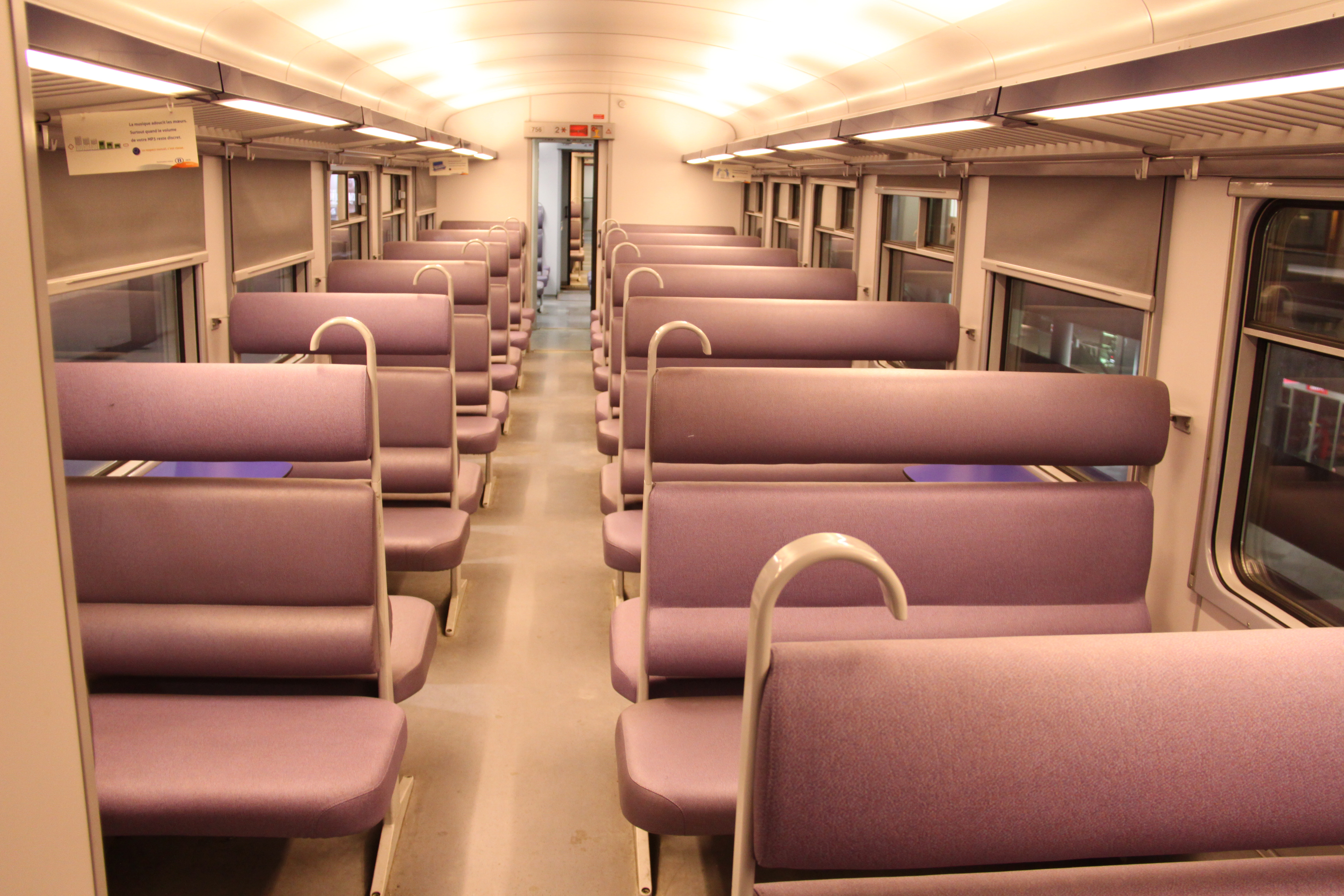
Gemoderniseerd interieur 2e klasse
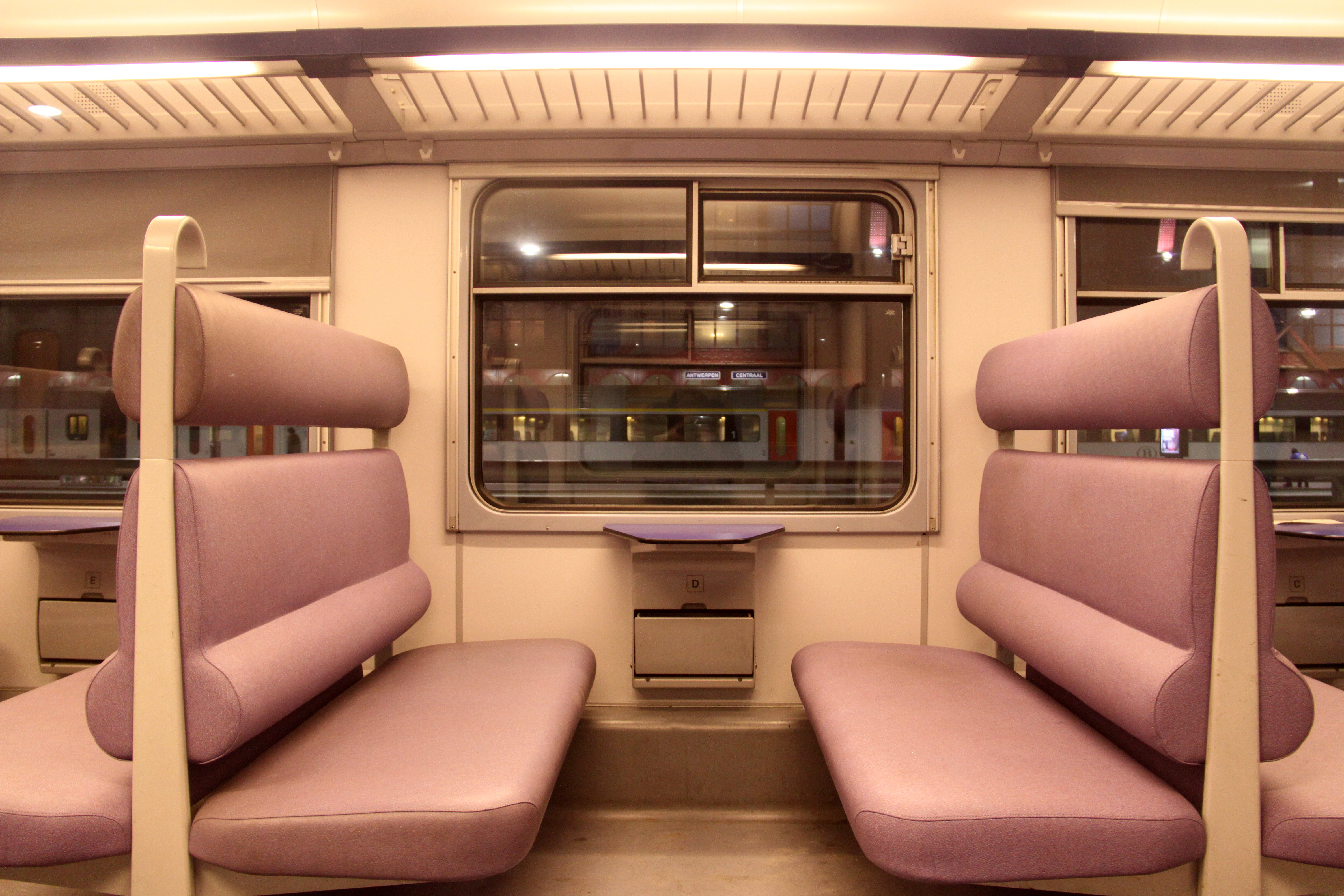
Gemoderniseerd interieur 2e klasse
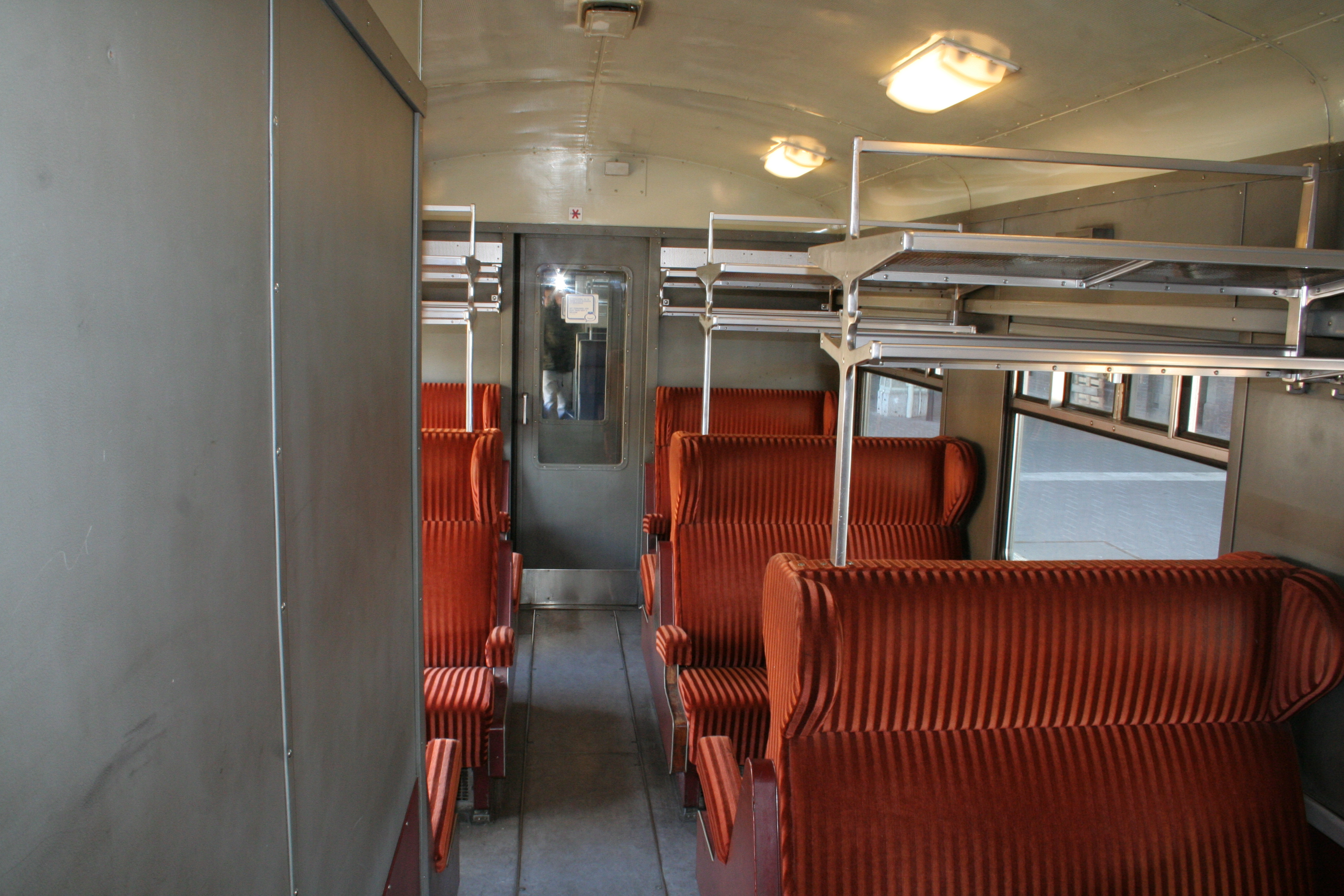
Interieur 1e klasse
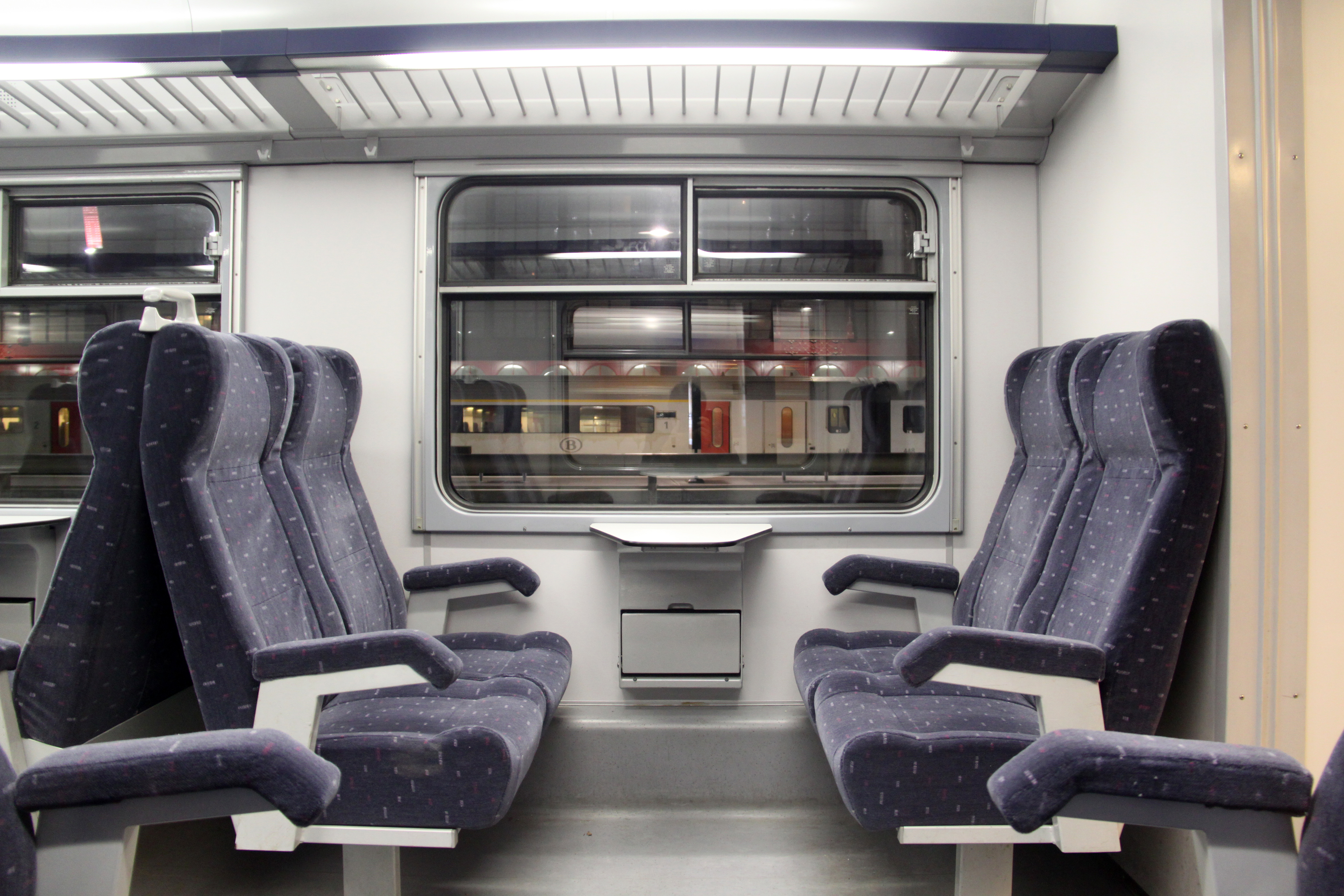
Gemoderniseerd interieur 1e klasse
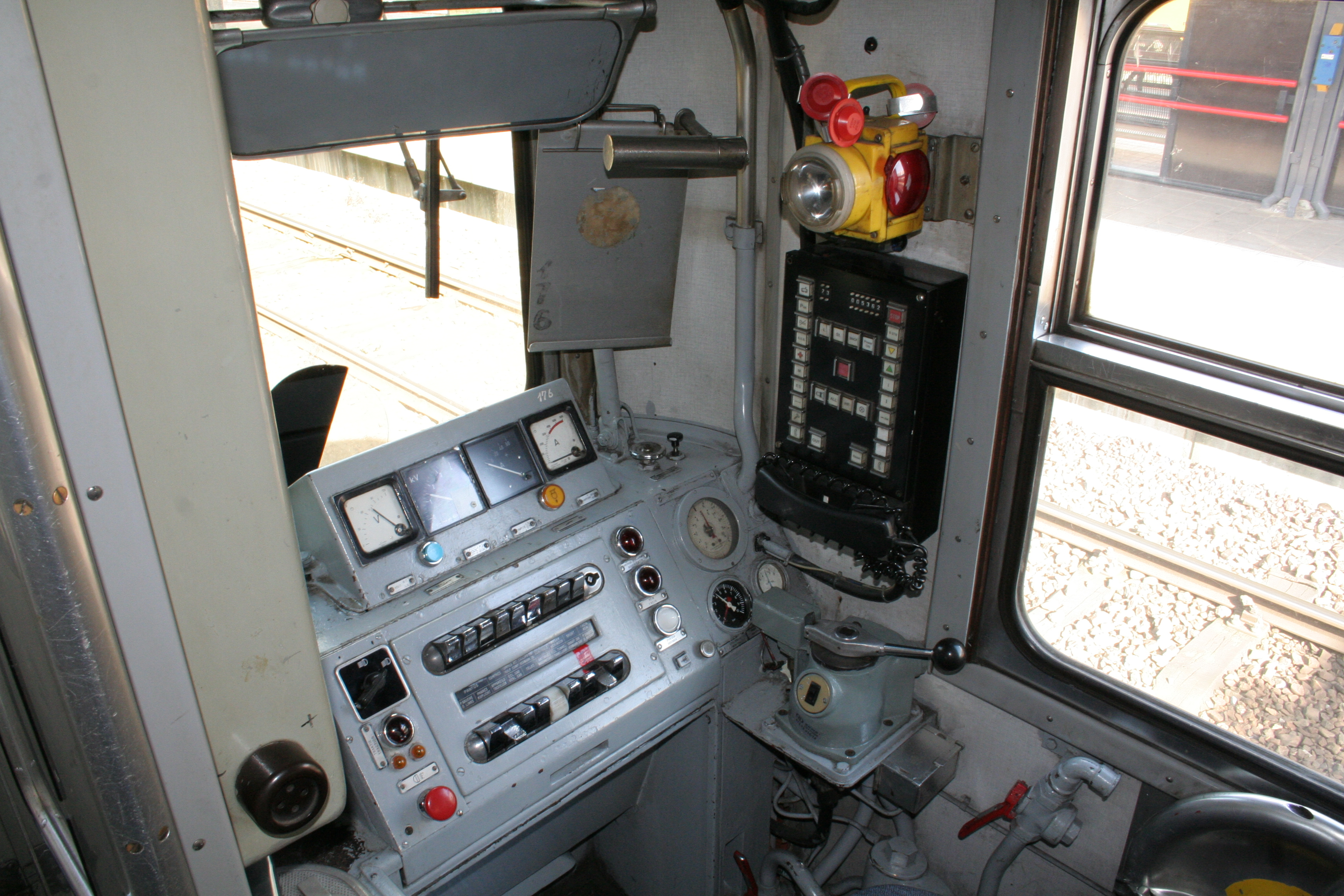
Cabine
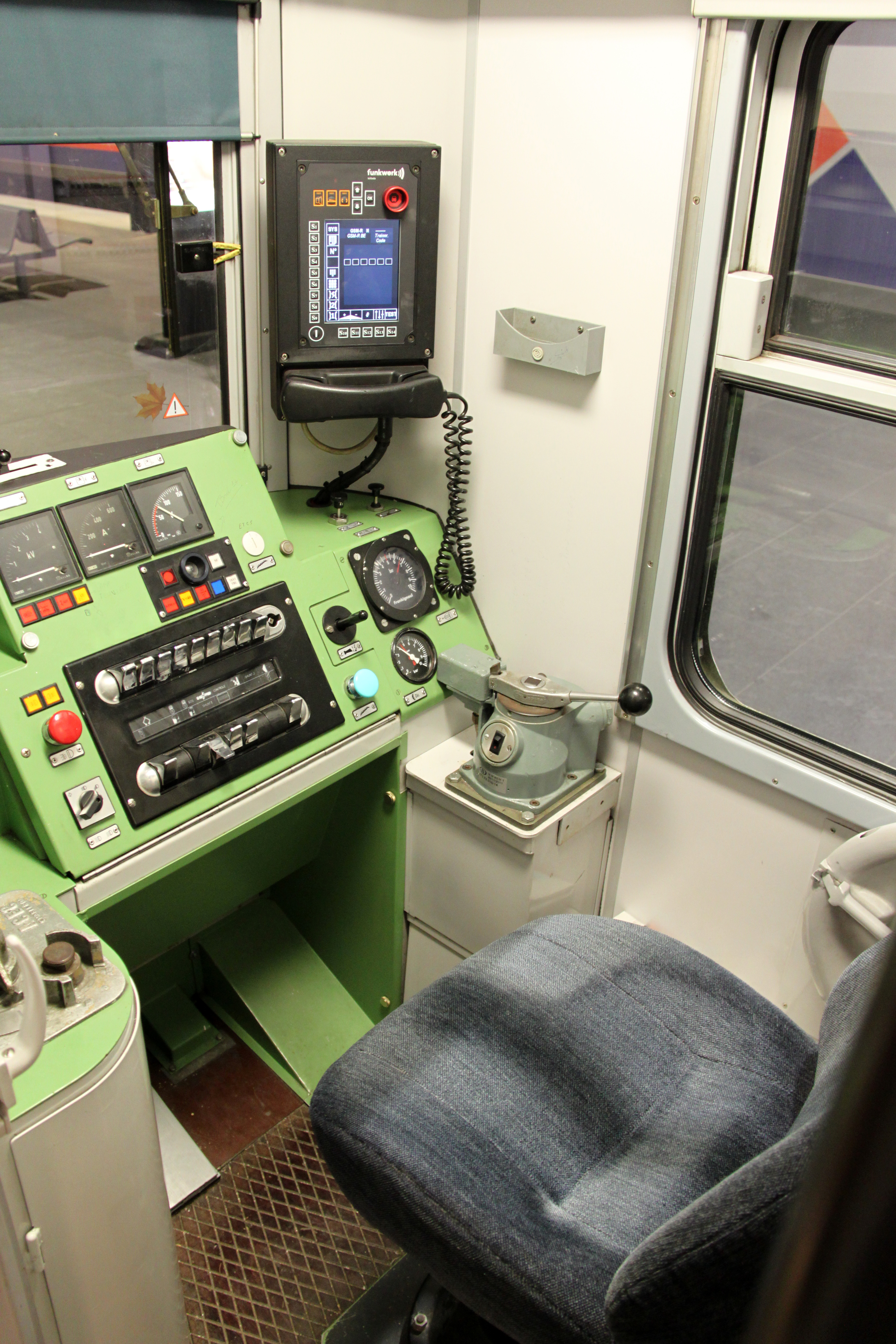
Gemoderniseerde cabine